# Barnabás (település)
Barnabás (ukránul: Костилівка [Kosztilivka]) község Ukrajnában, Kárpátalja Rahói járásában.

## Földrajz
A Tiszakanyart elhagyva Terebesfejérpatak és Rahó között félúton találjuk a falut. Társtelepülése a közeli Kiscserjés (Vilhovatij).

## Népesség
Lakóinak száma (2003): 3011 fő.

## Gazdaság
A falutól délkeletre található 1733 m-es Barnabás-hegyben vasércet bányásznak. A településen fafeldolgozó üzem működik.

## Közlekedés
A települést érinti az Ivano-Frankivszk–Deljatin–Rahó-vasútvonal.

## Turizmus
- Kárpáti Bioszféra Rezervátum pisztrángtenyésztő-telepe a falu közelében található, amely engedéllyel megtekinthető.